# Will Oursler
Pour les articles homonymes, voir Oursler (homonymie).
Charles Fulton Oursler, né le 12 juillet 1913 à Baltimore, Maryland et décédé le 7 janvier 1982 à New York, est un écrivain américain, auteur de roman policier. Il a utilisé au cours de sa carrière les pseudonymes de Gale Gallagher et Nick Marino.

## Biographie
Fils de l'écrivain et dramaturge Fulton Oursler, il est encore enfant quand sa famille déménage à New York où il passe son enfance. Après des études supérieures à l'Université Harvard complétées en 1937, il travaille comme reporter pour des journaux de Boston avant de devenir, de 1940 à 1941, rédacteur adjoint d'un magazine de littérature policière. De 1943 à 1945, il est correspondant de guerre pour le groupe Fawcett Publications dans le Pacifique et, à ce titre, participe à plusieurs grandes manœuvres militaires.
Après la Seconde Guerre mondiale, il se lance dans l'écriture de romans policiers, dont le seul traduit en français est Le Dossier de Florence White (Folio on Florence White, 1942). En collaboration avec sa femme, Margaret Scott, il en écrit deux de plus publiés sous le pseudonyme de Gale Gallagher. Il utilise également le pseudonyme de Nick Marino pour signer deux romans mettant en scène Mike Macauley : One Way Street (1952) et City Limits (1958). « Ce dernier roman a été en fait écrit par Richard Deming à partir d'un canevas de Will Oursler ». Il délaisse le genre policier après la parution de son roman littéraire le plus connu N.Y, N.Y.: A Novel (1954).
Will Oursler, qui participe souvent à des émissions radiophoniques religieuses, signe également des essais qui traitent de la recherche de la foi chrétienne, ou encore des dangers du milieu et de la consommation de la drogue. Il rédige aussi plusieurs ouvrages biographiques. Avec Fulton Oursler, son père écrivain et dramaturge, il publie en 1949 une biographie sur le prêtre éducateur Edward J. Flanagan, intitulé Father Flanagan of Boys Town, qui sera traduit en français sous le titre La Vie ardente du père Flanagan de Boys Town en 1955.
Il était membre des Baker Street Irregulars.

## Œuvres

### Romans
- N.Y, N.Y.: A Novel (1954)
- The Atheist (1965)

### Romans policiers
- The Trial of Vincent Doon (1941)
- Folio on Florence White (1942) Publié en français sous le titre Le Dossier de Florence White, traduit par Edwige Champoury, Genève, Ditis, Détective-club Suisse no 3, 1945 ; réédition, Paris, Détective-club France no 80, 1954
- Departure Delayed (1947), aussi titré Bullets for a Blonde
- Murder Memo (1950)
- To the Commissioner (1950)
- The Carl Houston Case (1950)
- As Tough as They Come (1951)

### Romans policiers signés Gale Gallagher
- I Found Him Dead (1947)
- Chord in Crimson (1949)

### Romans policiers signés Nick Marino

#### SérieMike Macauley
- One Way Street (1952)
- City Limits (1958) Publié en français sous le titre Bagarre chez les call-girls, traduction de Jacques Vertan, Paris, Presses internationales, coll. Inter-Police no 9, 1959.

### Nouvelles
- Still of Night (1948)
- The Lady in Question (1948)
- Thread of Life (1949)
- Last Deal (1949)
- Payoff (1949)
- The Amateur (1950)
- Last Word (1950)
- The Phony (1950)
- The Shadow and the Shadowed (1951)
- Suckers Never Learn (1953)
- Hula Homicide (1953)
- They Make You Like It (1953)
- Prelude (1956)

### Autobiographie
- Family Story (1963)

### Autres publications
- Father Flanagan of Boys Town (1949), en collaboration avec Fulton Oursler Publié en français sous le titre La Vie ardente du père Flanagan de Boys Town, Paris, Éditions Sun, 1955
- The Prudential: a Story of Human Security (1950), en collaboration avec Earl Chapin May
- Narcotics: America's Peril (1952), aussi titré Hooked : the True Story of America's Underworld of Dope and Crime
- The Boy Scout Story (1955)
- The Healing Power of Faith (1957)
- Light in the Junge: The Thirty Year's Mission of Leo and Jessie Halliwell along the Amazon (1959)
- From Ox Carts to Jets: Roy Ingersoll and Borg-Warner Story (1959)
- The Road to Faith (1960)
- The Murderers: the Shocking Story of the Narcotic Gangs (1961), en collaboration avec Harry J. Anslinger Publié en français sous le titre Les Trafiquants de la drogue, Paris, Fayard, 1963
- Religion: Out or Way Out (1968)
- My Life with Edgar Cayce (1970), en collaboration avec David E. Kahn
- Marijuana: The Facts, the Truth (1970)
- Protestant Power and the Coming Revolution (1971)
- Hemingway and Jake: an Extraordinary Friendship (1972), en collaboration avec Vernon Klimo
- Lives Unlimited: Reincarnation East and West (1974), en collaboration avec H. N. Banerjee

## Sources
- Jacques Baudou et Jean-Jacques Schleret, Les Métamorphoses de la chouette : Détective-club, Paris, Futuropolis, 1986, 191 p. (ISBN 978-2-7376-5488-6), p. 112-114.